# Peneothello bimaculata
Peneothello bimaculata là một loài chim trong họ Petroicidae.